# Universale Economica Feltrinelli dal 1801 al 1900

## Dal n. 1801 al n. 1900
- I 100 precedenti: Universale Economica Feltrinelli dal 1701 al 1800

| Universale Economica Feltrinelli |              |                                                                      |                                                                 |
|                                  |              |                                                                      |                                                                 |
|                                  | Sezione      | Titolo                                                               | Autore                                                          |
| 1801                             | Saggi        | Una paga da fame                                                     | Barbara Ehrenreich                                              |
| 1802                             | Saggi        | Bioenergetica                                                        | Alexander Lowen                                                 |
| 1803                             | Saggi        | Le guerre dell'acqua                                                 | Vandana Shiva                                                   |
| 1804                             | Narrativa    | Fima                                                                 | Amos Oz                                                         |
| 1805                             | Narrativa    | Crash                                                                | J. G. Ballard                                                   |
| 1806                             | Narrativa    | Il mio paese inventato                                               | Isabel Allende                                                  |
| 1807                             | Narrativa    | La piccola ombra                                                     | Banana Yoshimoto                                                |
| 1808                             | Narrativa    | Il paese dei Mezaràt, a cura di Franca Rame                          | Dario Fo                                                        |
| 1809                             | Narrativa    | Ricostruzioni                                                        | Josephine Hart                                                  |
| 1810                             | Narrativa    | Cosmo                                                                | Witold Gombrowicz                                               |
| 1811                             | Narrativa    | Alleviare la sorte                                                   | Nina Berberova                                                  |
| 1812                             | Narrativa    | Il lapis del falegname                                               | Manuel Rivas                                                    |
| 1813                             | Narrativa    | Il Tempio delle signore                                              | Eduardo Mendoza                                                 |
| 1814                             | Traveller    | Brum brum - 254.000 chilometri in Vespa                              | Giorgio Bettinelli                                              |
| 1815                             | Narrativa    | Australian Cargo                                                     | Alex Roggero                                                    |
| 1816                             |              |                                                                      |                                                                 |
| 1817                             | Saggi        | Itaca. Eroi, donne, potere tra vendetta e diritto                    | Eva Cantarella                                                  |
| 1818                             | Saggi        | Gulag. Storia e memoria                                              | Elena Dundovich, Francesca Gori, Emanuela Guercetti (a cura di) |
| 1819                             | Saggi        | Licenziare i padroni?                                                | Massimo Mucchetti                                               |
| 1820                             | Varia        | Al suo barbiere Einstein la raccontava così                          | Robert L. Wolke                                                 |
| 1821                             | Narrativa    | È stata una vertigine                                                | Maurizio Maggiani                                               |
| 1822                             | Saggi        | Il linguaggio del cambiamento. Elementi di comunicazione terapeutica | Paul Watzlawick                                                 |
| 1823                             | Poesia       | Mikrokosmos. Poesie 1951-2004                                        | Edoardo Sanguineti                                              |
| 1824                             | Narrativa    | Bacacay. Ricordi del periodo della maturazione                       | Witold Gombrowicz                                               |
| 1825                             | Narrativa    | Achille piè veloce                                                   | Stefano Benni                                                   |
| 1826                             | Narrativa    | Ecco la storia                                                       | Daniel Pennac                                                   |
| 1827                             | Narrativa    | Assassinio al Comitato Centrale                                      | Manuel Vázquez Montalbán                                        |
| 1828                             | Narrativa    | Il mondo sommerso                                                    | J. G. Ballard                                                   |
| 1829                             | Narrativa    | È Oriente                                                            | Paolo Rumiz                                                     |
| 1830                             | Vite Narrate | Tina. Biografia di Tina Modotti                                      | Pino Cacucci                                                    |
| 1831                             | Narrativa    | Ali il Magnifico                                                     | Paul Smaïl                                                      |
| 1832                             | Narrativa    | Single senza pace                                                    | India Knight                                                    |
| 1833                             | Narrativa    | Oro rapace                                                           | Miri Yū                                                         |
| 1834                             | Narrativa    | Trans-Atlantico                                                      | Witold Gombrowicz                                               |
| 1835                             | Narrativa    | Biografia. Un gioco scenico                                          | Max Frisch                                                      |
| 1836                             | Memoria      | Korogocho. Alla scuola dei poveri                                    | Alex Zanotelli                                                  |
| 1837                             |              |                                                                      |                                                                 |
| 1838                             | Saggi        | Antologia: l'impazienza della libertà, a cura di Vincenzo Sorrentino | Michel Foucault                                                 |
| 1839                             | Saggi        | La verità in gioco. Scritti su Foucault                              | Salvatore Natoli                                                |
| 1840                             | Saggi        | Studi su Dante                                                       | Erich Auerbach                                                  |
| 1841                             | Saggi        | L'arte dell'inganno. I consigli dell'hacker più famoso al mondo      | Kevin D. Mitnick                                                |
| 1842                             | Saggi        | Ragazzi, a tavola!                                                   | Jesper Juul                                                     |
| 1843                             | Varia        | In giardino non si è mai soli                                        | Paolo Pejrone                                                   |
| 1844                             | Narrativa    | Gli onori perduti                                                    | Calixthe Beyala                                                 |
| 1845                             | Narrativa    | Infiniti peccati                                                     | Richard Ford                                                    |
| 1846                             | Memoria      | Partigiani dalla montagna                                            | Giorgio Bocca                                                   |
| 1847                             | Memoria      | Il mondo è una prigione                                              | Guglielmo Petroni                                               |
| 1848                             | Memoria      | La prima guerra del football                                         | Ryszard Kapuściński                                             |
| 1849                             | Saggi        | Il tramonto dell'Occcidente nella lettura di Heidegger e Jaspers     | Umberto Galimberti                                              |
| 1850                             | Saggi        | Ateismo nel cristianesimo                                            | Ernst Bloch                                                     |
| 1851                             | Saggi        | L'arte contemporanea. Da Cézanne alle ultime tendenze                | Renato Barilli                                                  |
| 1852                             | Saggi        | Reale e virtuale                                                     | Tomás Maldonado                                                 |
| 1853                             | Narrativa    | La bestia nel cuore                                                  | Cristina Comencini                                              |
| 1854                             | Narrativa    | Foresta di cristallo                                                 | J. G. Ballard                                                   |
| 1855                             | Narrativa    | Arcobaleno                                                           | Banana Yoshimoto                                                |
| 1856                             | Narrativa    | Il contrario di uno                                                  | Erri De Luca                                                    |
| 1857                             | Narrativa    | Una storia di amore e di tenebra                                     | Amos Oz                                                         |
| 1858                             | Narrativa    | Mattatoio n. 5                                                       | Kurt Vonnegut                                                   |
| 1859                             | Narrativa    | Di questa vita menzognera                                            | Giuseppe Montesano                                              |
| 1860                             | Narrativa    | L'uomo che non ho sposato                                            | Rossana Campo                                                   |
| 1861                             | Narrativa    | Allegro occidentale                                                  | Francesco Piccolo                                               |
| 1862                             | Narrativa    | Pornografia                                                          | Witold Gombrowicz                                               |
| 1863                             | Saggi        | Voglio vivere così. Una donna alla ricerca dell'illuminazione        | Isabel Losada                                                   |
| 1864                             | Saggi        | Genitori grandi maestri di felicità                                  | Giovanni Bollea                                                 |
| 1865                             | Saggi        | Le bugie vere                                                        | Marcel Rufo                                                     |
| 1866                             | Saggi        | Logica del senso                                                     | Gilles Deleuze                                                  |
| 1867                             | Saggi        | Piccolo viaggio nell'anima tedesca                                   | Vanna Vannuccini, Francesca Predazzi                            |
| 1868                             | Traveller    | Kitchen Confidential. Avventure gastronomiche a New York             | Anthony Bourdain                                                |
| 1869                             | Narrativa    | Oltretorrente                                                        | Pino Cacucci                                                    |
| 1870                             | Narrativa    | Harmonia Caelestis                                                   | Péter Esterházy                                                 |
| 1871                             | Saggi        | Le figure dell'ansia                                                 | Eugenio Borgna                                                  |
| 1872                             |              |                                                                      |                                                                 |
| 1873                             | Vite Narrate | Bertolt Brecht: la vita, l'opera, i tempi                            | Frederic Ewen                                                   |
| 1874                             | Narrativa    | La neve se ne frega                                                  | Luciano Ligabue                                                 |
| 1875                             | Saggi        | L'epoca delle passioni tristi                                        | Miguel Benasayag, Gérard Schmit                                 |
| 1876                             | Narrativa    | Musica rock da Vittula                                               | Mikael Niemi                                                    |
| 1877                             | Narrativa    | Il viaggio delle bottiglie vuote                                     | Kader Abdolah                                                   |
| 1878                             | Narrativa    | Il tè nel deserto                                                    | Paul Bowles                                                     |
| 1879                             | Narrativa    | La delicata preda                                                    | Paul Bowles                                                     |
| 1880                             | Memoria      | Il giudice e lo storico. Considerazioni in margine al processo Sofri | Carlo Ginzburg                                                  |
| 1881                             | Memoria      | Il sogno della non violenza                                          | Martin Luther King Jr.                                          |
| 1882                             | Narrativa    | Presagio triste                                                      | Banana Yoshimoto                                                |
| 1883                             | Narrativa    | La zia marchesa                                                      | Simonetta Agnello Hornby                                        |
| 1884                             | Narrativa    | Non si muore tutte le mattine                                        | Vinicio Capossela                                               |
| 1885                             | Narrativa    | Millennium People                                                    | J. G. Ballard                                                   |
| 1886                             | Narrativa    | La danza della realtà                                                | Alejandro Jodorowsky                                            |
| 1887                             | Narrativa    | Donna per caso                                                       | Jonathan Coe                                                    |
| 1888                             |              |                                                                      |                                                                 |
| 1889                             | Saggi        | Parole nomadi                                                        | Umberto Galimberti                                              |
| 1890                             | Saggi        | L'enigma della bellezza                                              | Franco Rella                                                    |
| 1891                             | Saggi        | Galassia Internet                                                    | Manuel Castells                                                 |
| 1892                             | Saggi        | Guarda un po'! Immaginazione del bambino e civiltà dell'immagine     | Serge Tisseron                                                  |
| 1893                             | Saggi        | Guarire con una fiaba                                                | Paola Santagostino                                              |
| 1894                             |              |                                                                      |                                                                 |
| 1895                             | Narrativa    | La città delle Bestie                                                | Isabel Allende                                                  |
| 1896                             | Narrativa    | Il Regno del Drago d'oro                                             | Isabel Allende                                                  |
| 1897                             | Narrativa    | La foresta dei pigmei                                                | Isabel Allende                                                  |
| 1898                             | Narrativa    | Il corpo sa tutto                                                    | Banana Yoshimoto                                                |
| 1899                             | Narrativa    | Tre storie d'amore                                                   | Manuel Vázquez Montalbán                                        |
| 1900                             | Narrativa    | Vent'anni che non dormo                                              | Marco Archetti                                                  |

- I 100 successivi: Universale Economica Feltrinelli dal 1901 al 2000